# 프란시스코 솔라노 로페스

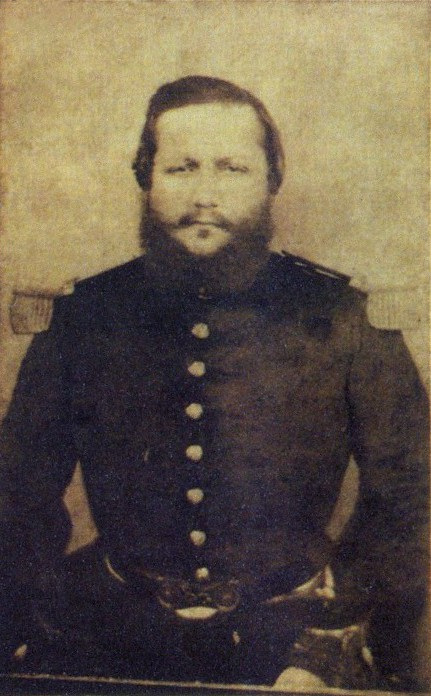
프란시스코 솔라노 로페스

프란시스코 솔라노 로페스(스페인어: Francisco Solano López, 1827년 7월 24일 ~ 1870년 3월 1일)는 파라과이의 정치인이다. 1862년 9월 10일부터 1870년 10월 1일까지 파라과이의 대통령을 역임했다.
파라과이 아순시온에서 카를로스 로페스 대통령의 첫째 아들로 태어났다. 영국과 프랑스에서 교육을 받고 파라과이군 사령관과 외교 사절로 활동했으며 프랑스 주재 파라과이 대사를 역임하던 동안에는 아일랜드 출신의 아내인 엘리사 린치와 함께 파라과이로 귀환하게 된다. 1862년 아버지 카를로스 로페스가 사망하자 군부의 도움으로 대통령이 되었고 잔인한 독재 정치를 펼쳤다.
이후 일명 남아메리카의 나폴레옹을 자처했고 1864년 영토 확장을 위해 콜로라도당과 블랑코당의 다투던 우루과이의 내분을 틈타 블랑코당을 지원했다. 그러나 이 과정에서 허락도 없이 아르헨티나 영토를 침범하는 큰 실수를 저질렀고 이로 인해 우루과이, 아르헨티나, 브라질과 삼국동맹전쟁을 치렀다.
그러나 처음부터 승산이 아예 없는 전쟁이었고 투유티 전투에서 크게 패하면서 밀리기 시작하여 1869년 1월 수도 아순시온이 함락당하고 1870년 3월 1일 브라질의 카시아스 장군의 공격으로 부상을 당했고 항복을 거부하다가 한 브라질 병사가 발포한 총에 맞아 전사했다. 파라과이는 삼국동맹전쟁의 패배로 인하여 이과수 폭포의 대부분을 잃었으며 파라과이의 전 국민 중 남성의 90%가 사망하거나 행방불명되었다.